# Zarafa

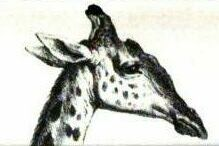
Girafa de Carlos X da França, 1827

Zarafa (1825-12 de janeiro de 1845) foi uma girafa dada a Carlos X da França por Mehmet Ali do Egito. 
A girafa viajou para Marselha, num navio com um buraco no convés para o pescoço e cabeça do animal. Daí seguiu a pé para Paris, com uns sapatos especiais, um casaco para a manter quente e vacas para fornecerem 25 litros de leite por dia.
Ela era uma girafa fêmea, que ficou no zoológico Jardim das Plantas de Paris por 18 anos, no início do século XIX. Ela foi uma das primeiras três girafas a serem vistas na Europa por mais de três séculos, desde a girafa de Médici, que foi enviada para Lourenço de Médici em Florença, em 1486.